# Canal des moines
Le canal des moines est un canal d'irrigation d'une longueur totale de 1 700 m situé sur la commune d'Aubazines, en Corrèze, construit par les moines cisterciens de l'abbaye d'Obazine au XIIe siècle qui souhaitaient alimenter en eau leur monastère pour l'hygiène, les moulins, les ateliers et l'irrigation des potagers. Le canal est remarquable par l'ingénierie déployée par les moines, tant dans la constance de la faible pente que par les travaux de soutènement et de creusement de la roche de la vallée du Coiroux.
Il fait l'objet de protections au titre des monuments historiques depuis 1965.

## Caractéristiques physiques
Puisant les eaux du Coiroux en amont d'Aubazines, il longe le flanc de la vallée jusqu'à amener ses eaux au niveau du village. Les moines ont dû par endroits entailler la roche (brèche Saint-Étienne, baignoires, bretèches) et soutenir l'installation par des murs de soutènement afin de faire passer les eaux ainsi déviées.

## Historique
Le site ne disposant que de quelques petites sources, un canal est créé au XIIe siècle, après 1142, par les moines de l'abbaye cistercienne d'Obazine sous Étienne d'Obazine le premier abbé, afin d'amener l'eau nécessaire à leur abbaye, à la vie, à l'hygiène, au fonctionnement des moulins et des ateliers ainsi qu'à l'irrigation des potagers et des prairies.
Le canal part d'un lieu reculé en amont du village où est aménagée une déviation des eaux du Coiroux. À l'endroit de cette prise d'eau se trouvaient un moulin et un vivier qui ont disparu. Le canal longe le flanc de la montagne jusqu'au bourg, avec une pente de 0,5 %, laissant en aval le ruisseau se transformer en torrent. 
Pour mener à bien cette construction, les moines ont dû par endroits contourner ou entailler la roche en granit (brèche Saint-Étienne, baignoires, bretèches) et soutenir l'installation par des murs de soutènement épais et étanches afin de faire passer les eaux ainsi déviées à une quarantaine de mètres au-dessus du précipice.

Une légende raconte que la construction du canal fut arrêtée par la présence d'un énorme bloc de granit. Étienne leva alors la main, bénit le rocher qui fut alors tranché et une brèche apparut.
En dépit de la vente du monastère à la Révolution, le canal est maintenu et continue toujours d'approvisionner un grand nombre de parcelles de la commune. Il est classé au titre des monuments historiques le 12 avril 1965 puis le 24 janvier 1966, mais la tempête de 1999 et la canicule de 2003, conjuguées au passage des touristes et au manque d'entretien l'ont grandement fragilisé, conduisant à une opération de restauration menée de 2006 à 2010.
Le canal est accessible tout le long de son parcours par un sentier qui le longe ; l'eau prend de la vitesse, en raison d'une pente devenue forte, pour arriver sous le bâtiment de l'ancien moulin abbatial et terminer sa course dans un vaste bassin rectangulaire, l'ancien vivier, aménagé sous les fenêtres du réfectoire. 

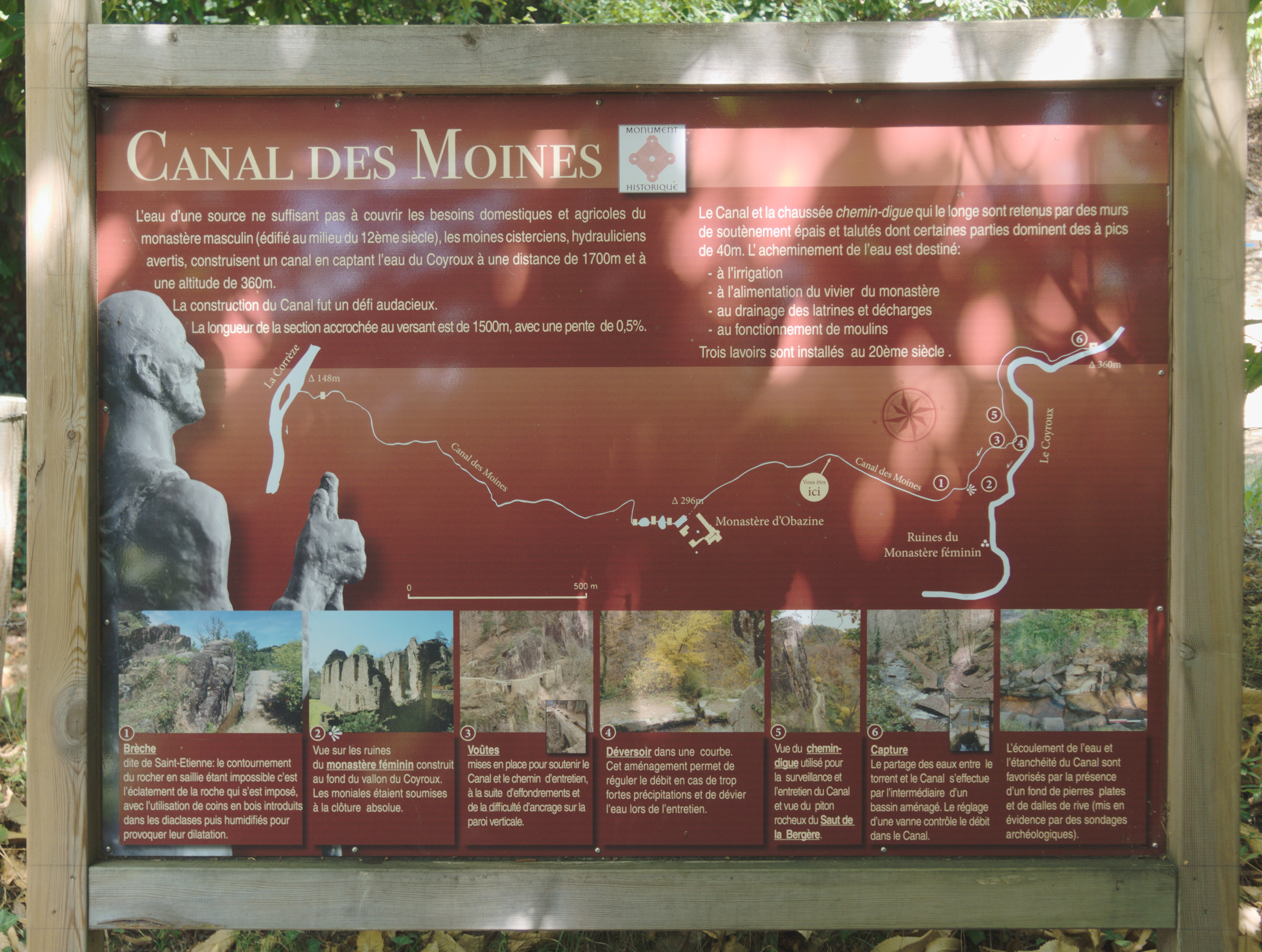
Le panneau d'informations au public à l'entrée du canal.
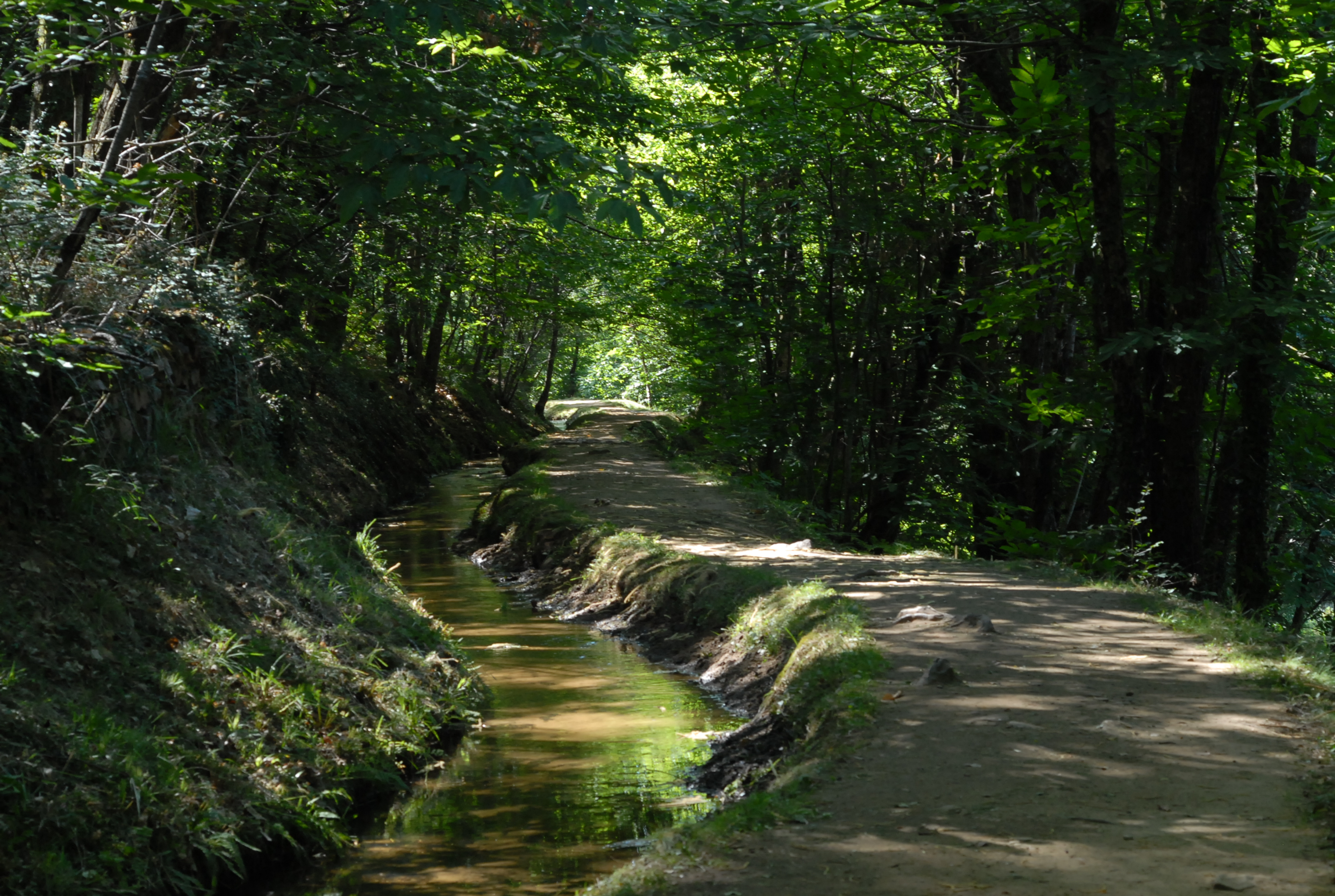
Le canal dans le sous-bois en aval de la prise d'eau du Coiroux.
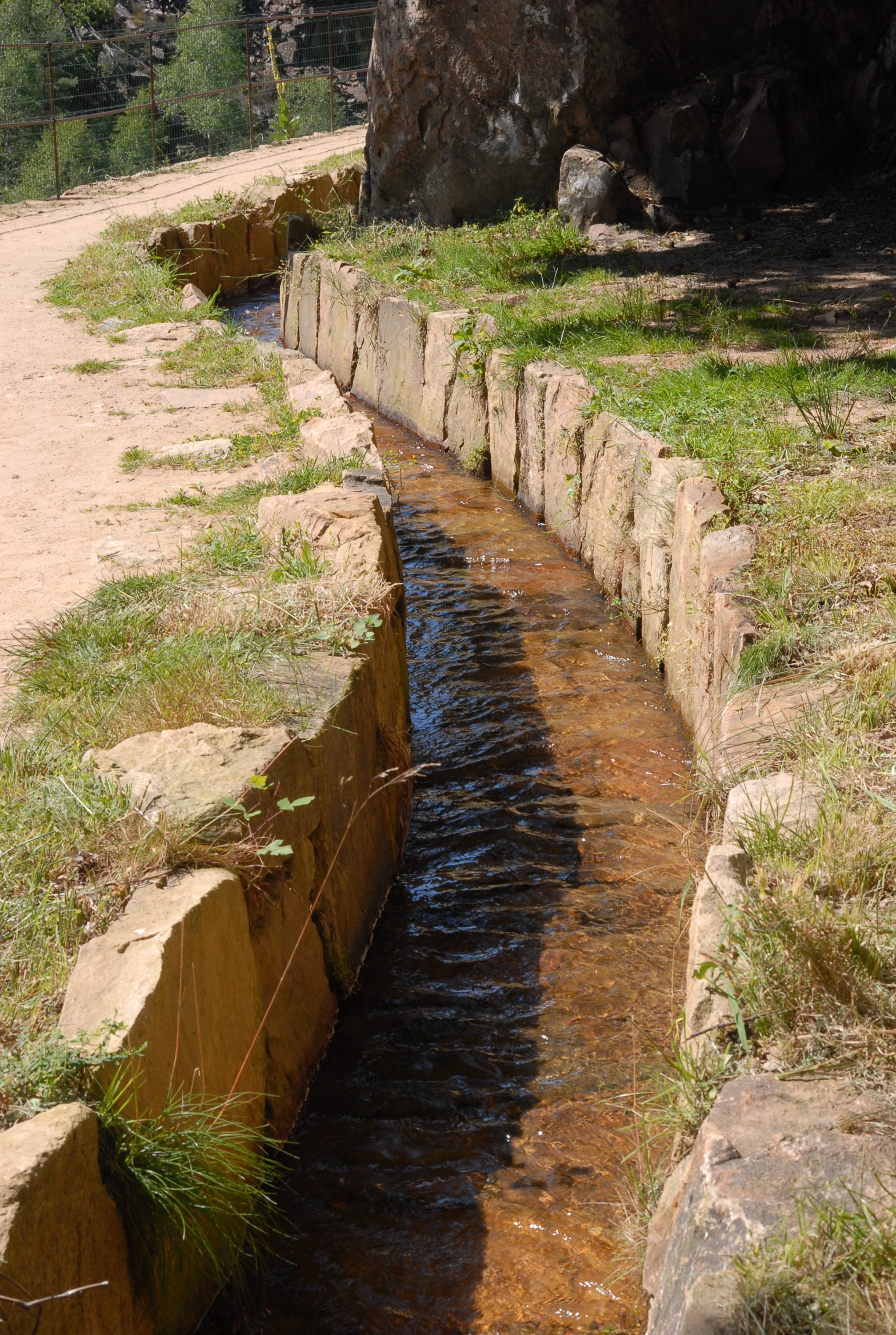
Partie du canal avec murs de soutènement étanches.
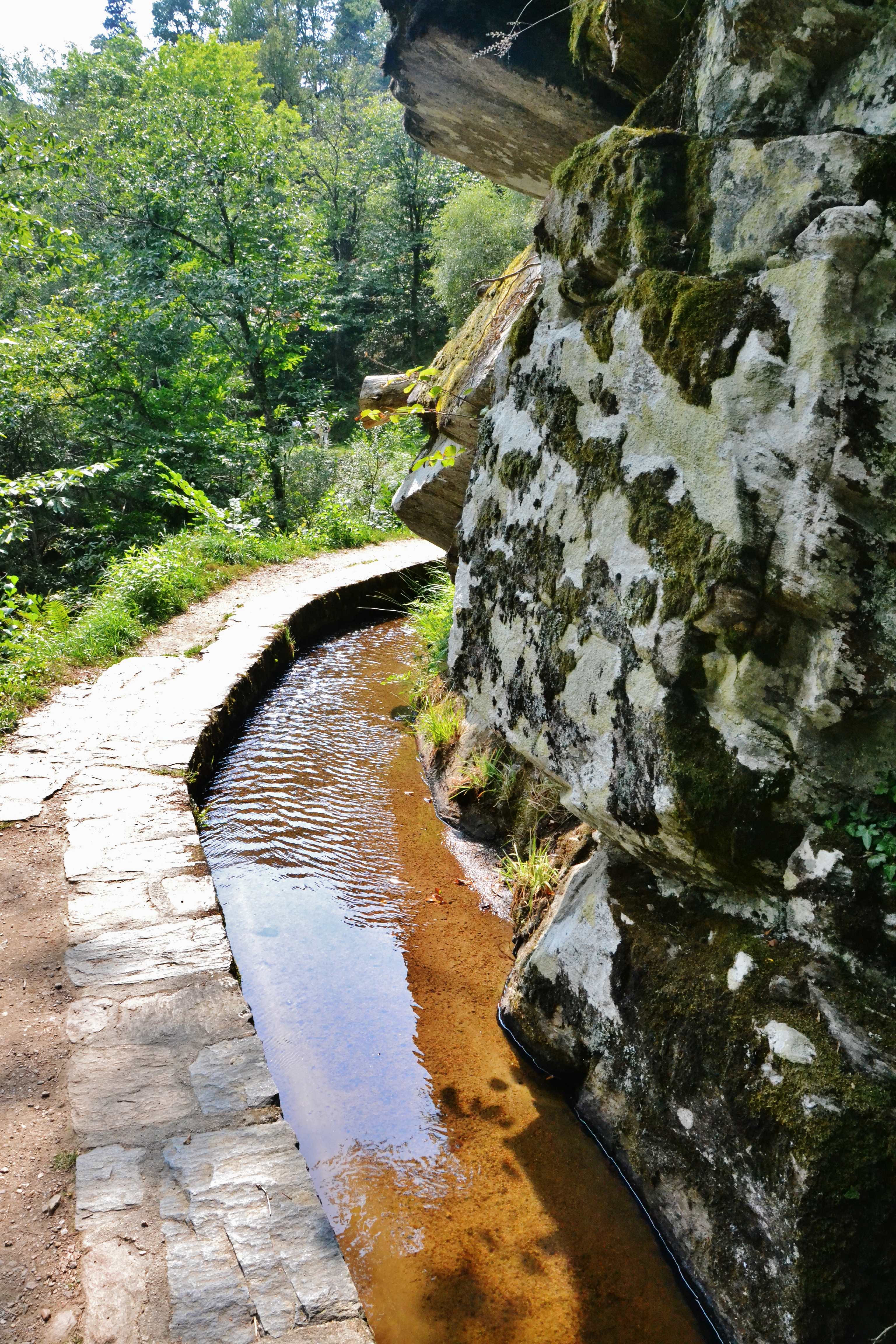
Partie du canal en encorbellement, contournant un rocher.
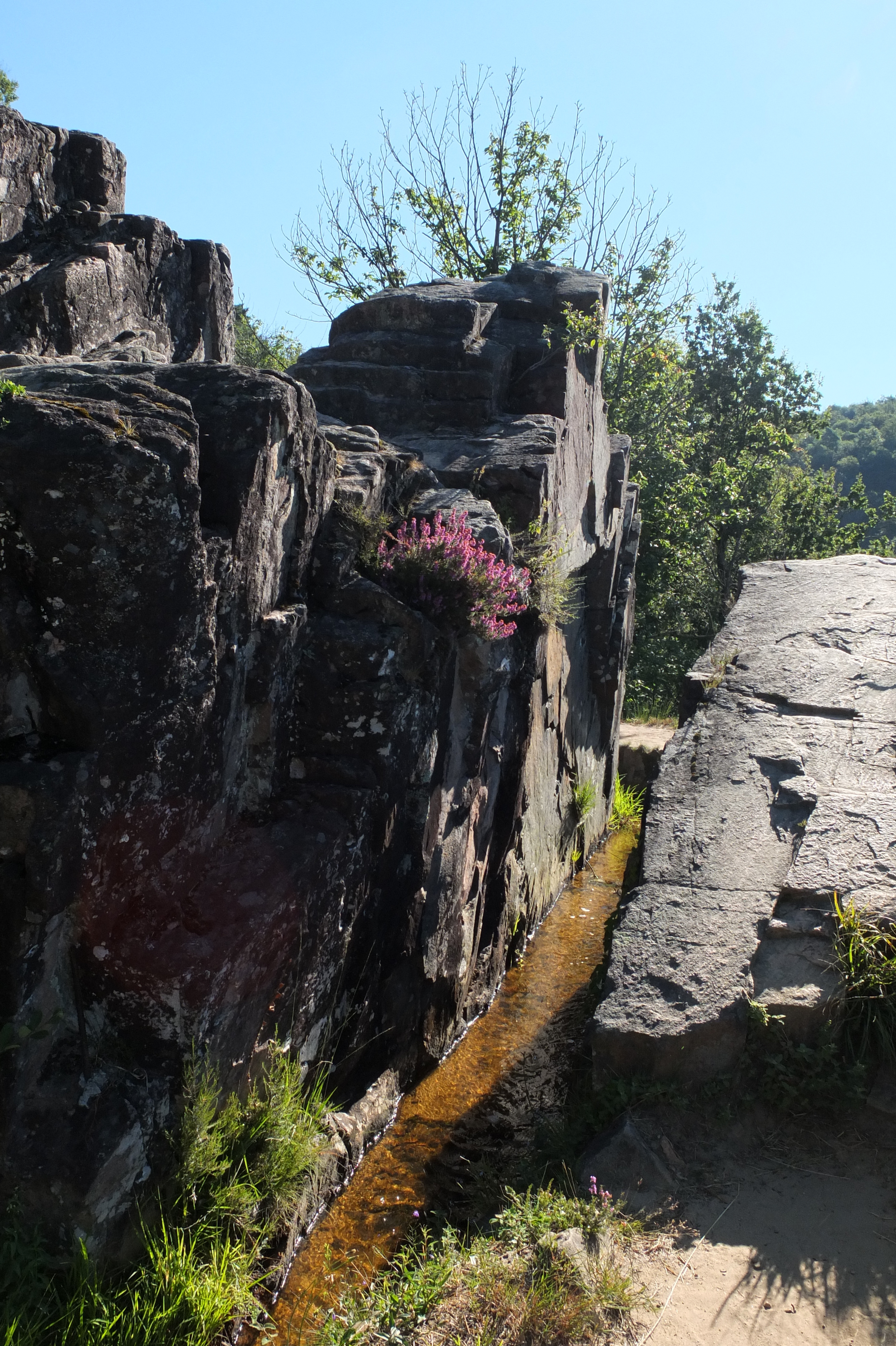
La brèche faite par Étienne d'Obazine lorsqu'il leva la main et bénit le rocher, selon la légende.